# Фёдоровка (Ольховское сельское поселение)
Фёдоровка — деревня в Шацком районе Рязанской области в составе Ольховского сельского поселения.

## Географическое положение
Деревня Фёдоровка расположена на Окско-Донской равнине на правом берегу реки Инкаш в 28 км к западу от города Шацка. Расстояние от деревни до районного центра Шацк по автодороге — 35 км.
Деревня расположена на восточной окраине большого лесного массива. К западу от неё расположены Лес Дёмкин и Лес Порубка; к северу — Болото Китайское, урочища Порубка, Болото Дьяконово и балка Церковная; к востоку — Лес Тугин, Лес Рог, урочища Стофоров Сад и Сомов Сад; к югу — два больших пруда на реке Инкаш. Ближайшие населенные пункты — деревни Ветринка и Брусовая (Путятинский район).

## Население
| 2010 | 2012 |
| ---- | ---- |
| 0    | →0   |

В настоящее время деревня Федоровка представляет собой опустевший населенный пункт без постоянного населения. В летний период здесь живут дачники.

## Происхождение названия
Происхождение названия деревни Федоровка на сегодняшний день неизвестно. Вероятнее всего, в его основе лежит имя (прозвище) или фамилия первопоселенца либо владельца. Но документов, подтверждающих эту версию, найти пока не удалось.
В «Словаре русских фамилий» В. А. Никонова о фамилии Федоров сказано следующее: «Отчество от церковного мужского имени Феодор (др.-греч. Theodoras — „дар богов“), в XVI—XVII вв. одного из самых распространенных имен у русских, которое уступало в частоте употребления Ивану и Василию». Отсюда же фамилии Федяев и Федякин.

## История
К 1888 г., по данным И. В. Добролюбова, деревня Федоровка относилась к приходу Троицкой церкви села Романовы Дарки и в ней насчитывалось 13 дворов.

## Транспорт
Основные грузо- и пассажироперевозки осуществляются автомобильным транспортом.